# Risa Takashima
Risa Takashima (8 de febrero de 1999) es una deportista japonesa que compite en esgrima, especialista en la modalidad de sable. Participó en los Juegos Olímpicos de París 2024, obteniendo una medalla de bronce en la prueba por equipos (junto con Seri Ozaki, Misaki Emura y Shihomi Fukushima).

## Palmarés internacional
| Juegos Olímpicos | Juegos Olímpicos | Juegos Olímpicos  | Juegos Olímpicos  |
| Año              | Lugar            | Medalla           | Prueba            |
| ---------------- | ---------------- | ----------------- | ----------------- |
| 2024             | París (Francia)  | Medalla de bronce | Sable por equipos |